# 圣贾科莫-德利斯基亚沃尼
圣贾科莫-德利斯基亚沃尼（義大利語：San Giacomo degli Schiavoni），是意大利坎波巴索省的一个市镇。总面积10平方公里，人口1388人，人口密度138.8人/平方公里（2009年）。ISTAT代码为070065。